# Atletica leggera maschile ai Giochi della XXIII Olimpiade
Ai Giochi della XXIII Olimpiade di Los Angeles 1984 sono stati assegnati 24 titoli nell'atletica leggera maschile.

## Calendario
| Gare         |             |             |              |   |                         |                         |                   |                   |          |    |    |
| 100 m        | 100 m       |             | 200 m        |   | 200 m                   |                         | Staffetta 4x100 m | Staffetta 4x100 m |          | 24 |    |
|              | 400 m       | 400 m       | 400 m        |   | 400 m                   |                         | Staffetta 4x400 m | Staffetta 4x400 m |          | 24 |    |
|              |             | 110 m ost.  | 110 m ost.   |   |                         |                         |                   |                   |          | 24 |    |
| 400 m ost.   | 400 m ost.  | 400 m ost.  | 3000 m siepi |   | 3000 m siepi            |                         | 3000 m siepi      |                   |          | 24 |    |
| 800 m        | 800 m       | 800 m       | 800 m        |   |                         | 1500 m                  | 1500 m            | 1500 m            |          | 24 |    |
| 10.000 m     |             |             | 10.000 m     |   | 5000 m                  | 5000 m                  |                   | 5000 m            | Maratona | 24 |    |
| Triplo       | Triplo      | Lungo       | Lungo        |   |                         |                         | Alto              | Alto              |          | 24 |    |
|              | Giavellotto | Giavellotto | Asta         |   | Asta                    |                         |                   | Peso              |          | 24 |    |
|              |             | Martello    | Martello     |   | Disco                   |                         | Disco             |                   |          | 24 |    |
| Marcia 20 km |             |             |              |   | Decathlon (1ª giornata) | Decathlon (2ª giornata) |                   | Marcia 50 km      |          | 24 |    |
|              |             |             |              |   |                         |                         |                   |                   |          |    |    |
| Titoli       | 1           | 2           | 2            | 5 | -                       | 3                       | 1                 | 2                 | 7        | 1  | 24 |

|  | Qualificazioni |  | Finali |

Le date di inizio e fine sono il 3 e il 12 agosto, ma in realtà il programma di gare termina l'11. In questo senso il calendario è in linea con le precedenti edizioni. La Maratona è l'unica gara che si disputa il 12: gli organizzatori l'hanno inserita nella cerimonia di chiusura dei Giochi. L'ultima volta in cui la Maratona fu disputata al di fuori del programma di gare fu a Roma 1960.

Viene confermato l'ormai tradizionale martedì come giorno di riposo. 
Altre decisioni:
- Le due giornate dei 200 metri sono inframmezzate dal giorno di riposo (non era ancora successo in campo maschile);
- 400 e 800 piani: si disputano quattro turni in quattro giorni diversi. In particolare, nei 400 metri bisogna contare anche il giorno di riposo, per cui la gara si sviluppa in totale su cinque giorni (tanti);
- Viene confermata la sovrapposizione di 110 e 400 metri ostacoli;
- Marcia: la 50 km viene spostata avanti di due giorni. Ora tra le due prove ci sono otto giorni per riposare.

Concorsi: 
- Il Getto del peso si svolge in un'unica giornata (non accadeva da Tokyo 1964);
- Il Lancio del disco invece dura tre giorni, poiché tra qualificazione e finale viene posto un giorno di pausa.

Il Decathlon ritorna nella sua tradizionale collocazione, ovvero nella seconda parte della settimana di gare.
10 titoli sono assegnati nella prima parte del programma contro i 14 della seconda parte.

## Nuovi record
I due record mondiali sono, per definizione, anche record olimpici.
| Nuovo record mondiale in       | 2 specialità: | 4x100 e Decathlon                                            |
| Nuovo record olimpico in altre | 8 specialità: | 200m, 800m, 1500m, 5000m, Maratona, 110h, Marcia 20km e 50km |

## Risultati delle gare
| Specialità | Oro                                                             | Risultato | Argento                                                      | Risultato | Bronzo                                                            | Risultato | Dettagli            |
| --- | --------------------------------------------------------------- | --------- | ------------------------------------------------------------ | --------- | ----------------------------------------------------------------- | --------- | ------------------- |
| 100 m | Carl Lewis                                                      | 9"99      | Sam Graddy                                                   | 10"19     | Ben Johnson                                                       | 10"22     | Classifica completa |
| 200 m | Carl Lewis                                                      | 19"80     | Kirk Baptiste                                                | 19"96     | Thomas Jefferson                                                  | 20"26     | Classifica completa |
| 400 m | Alonzo Babers                                                   | 44"27     | Gabriel Tiacoh                                               | 44"54     | Antonio McKay                                                     | 44"71     | Classifica completa |
| 800 m | Joaquim Cruz                                                    | 1'43"00   | Sebastian Coe                                                | 1'43"64   | Earl Jones                                                        | 1'43"83   | Classifica completa |
| 1.500 m | Sebastian Coe                                                   | 3'32"53   | Steve Cram                                                   | 3'33"40   | José Manuel Abascal                                               | 3'34"30   | Classifica completa |
| 5.000 m | Saïd Aouita                                                     | 13'05"59  | Markus Ryffel                                                | 13'07"54  | António Leitão                                                    | 13'09"20  | Classifica completa |
| 10.000 m | Alberto Cova                                                    | 27'47"54  | Mike McLeod                                                  | 28'06"22  | Michael Musyoki                                                   | 28'06"46  | Classifica completa |
| 3.000 m siepi | Julius Korir                                                    | 8'11"30   | Joseph Mahmoud                                               | 8'13"31   | Brian Diemer                                                      | 8'14"06   | Classifica completa |
| 110 m ostacoli | Roger Kingdom                                                   | 13"20     | Greg Foster                                                  | 13"23     | Arto Bryggare                                                     | 13"40     | Classifica completa |
| 400 m ostacoli | Edwin Moses                                                     | 47"75     | Danny Harris                                                 | 48"13     | Harald Schmid                                                     | 48"19     | Classifica completa |
| Maratona | Carlos Lopes                                                    | 2h09'21"  | John Treacy                                                  | 2h09'56"  | Charlie Spedding                                                  | 2h09'58"  | Classifica completa |
| Marcia 20 km | Ernesto Canto                                                   | 1h23'13"  | Raúl González                                                | 1h23'20"  | Maurizio Damilano                                                 | 1h23'26"  | Classifica completa |
| Marcia 50 km | Raúl González                                                   | 3h47'26"  | Bo Gustafsson                                                | 3h53'19"  | Sandro Bellucci                                                   | 3h53'45"  | Classifica completa |
| Salto in alto | Dietmar Mögenburg                                               | 2,35 m    | Patrik Sjöberg                                               | 2,33 m    | Zhu Jianhua                                                       | 2,31 m    | Classifica completa |
| Salto con l'asta | Pierre Quinon                                                   | 5,75 m    | Mike Tully                                                   | 5,65 m    | Thierry Vigneron                                                  | 5,60 m    | Classifica completa |
| Salto con l'asta | Pierre Quinon                                                   | 5,75 m    | Mike Tully                                                   | 5,65 m    | Earl Bell                                                         | 5,60 m    | Classifica completa |
| Salto in lungo | Carl Lewis                                                      | 8,54 m    | Gary Honey                                                   | 8,24 m    | Giovanni Evangelisti                                              | 8,24 m    | Classifica completa |
| Salto triplo | Al Joyner                                                       | 17,26 m   | Mike Conley                                                  | 17,18 m   | Keith Connor                                                      | 16,87 m   | Classifica completa |
| Getto del peso | Alessandro Andrei                                               | 21,26 m   | Mike Carter                                                  | 21,09 m   | Dave Laut                                                         | 20,97 m   | Classifica completa |
| Lancio del disco | Rolf Danneberg                                                  | 66,60 m   | Mac Wilkins                                                  | 66,30 m   | John Powell                                                       | 65,46 m   | Classifica completa |
| Lancio del martello | Juha Tiainen                                                    | 78,08 m   | Karl-Hans Riehm                                              | 77,98 m   | Klaus Ploghaus                                                    | 76,68 m   | Classifica completa |
| Lancio del giavellotto | Arto Härkönen                                                   | 86,76 m   | Dave Ottley                                                  | 85,74 m   | Kenth Eldebrink                                                   | 83,72 m   | Classifica completa |
| Decathlon | Daley Thompson                                                  | 8.797 p.  | Jürgen Hingsen                                               | 8.673 p.  | Siegfried Wentz                                                   | 8.412 p.  | Classifica completa |
| Staffetta 4×100 m | Stati Uniti Sam Graddy Ron Brown Calvin Smith Carl Lewis        | 37"83     | Giamaica Albert Lawrence Greg Meghoo Don Quarrie Ray Stewart | 38"62     | Canada Ben Johnson Tony Sharpe Desai Williams Sterling Hinds      | 38"70     | Classifica completa |
| Staffetta 4×400 m | Stati Uniti Sunder Nix Ray Armstead Alonzo Babers Antonio McKay | 2'57"91   | Regno Unito Kriss Akabusi Garry Cook Todd Bennett Phil Brown | 2'59"13   | Nigeria Sunday Uti Moses Ugbusien Rotimi Peters Innocent Egbunike | 2'59"32   | Classifica completa |
| record mondiale; record olimpico; record mondiale stagionale; record africano; record asiatico; record europeo; record nord-centroamericano e caraibico; record sudamericano; record oceaniano; record nazionale; record personale; record personale stagionale. |                                                                 |           |                                                              |           |                                                                   |           |                     |